# Al-Zahir li-i'zaz Din Allah
Al-Zahir li-i'zaz Din Allah, död 1036, var en fatimidisk kalif.
Han var kalif i Egypten 1021–1036. 